# WISEPA J182831.08+265037.8
WISEPA J182831.08+265037.8 とは、太陽系から約36.5光年の距離にあると考えられている褐色矮星である。2011年に広域赤外線探査衛星によって発見された。発見された当時としては、最も低い表面温度を持つ褐色矮星であった。名称が長いのでしばしば WISE 1828+2650 と略される。

## 特徴
WISE 1828+2650 は、Y型と呼ばれる新しいスペクトル分類のグループに属する褐色矮星である。Y型褐色矮星は、WISE 1828+2650 と同時に発見されたWISEPA J041022.71+150248.5、WISEPC J140518.40+553421.4、WISEPA J154151.66-225025.2、WISEPA J173835.53+273258.9、WISEPC J205628.90+145953.3の6つしか発見されていない。
Y型に分類される褐色矮星は、全て表面温度が 600 K 以下と極めて低温であるが、WISE 1828+2650 はその中でも特に低く、300 K、即ち 25℃ 程度しかない、室温程度の表面温度を持つ褐色矮星である。これは、それまで最も低い表面温度を持つ天体とされてきた CFBDSIR 1458+10B の 370 K (100℃) を下回る、当時としては最も低い温度の褐色矮星の発見であった。
なお、2014年にはさらに表面温度の低い天体 WISE J085510.83-071442.5 が発見されている。ただしこちらは褐色矮星よりもさらに低質量の準褐色矮星であると考えられる。

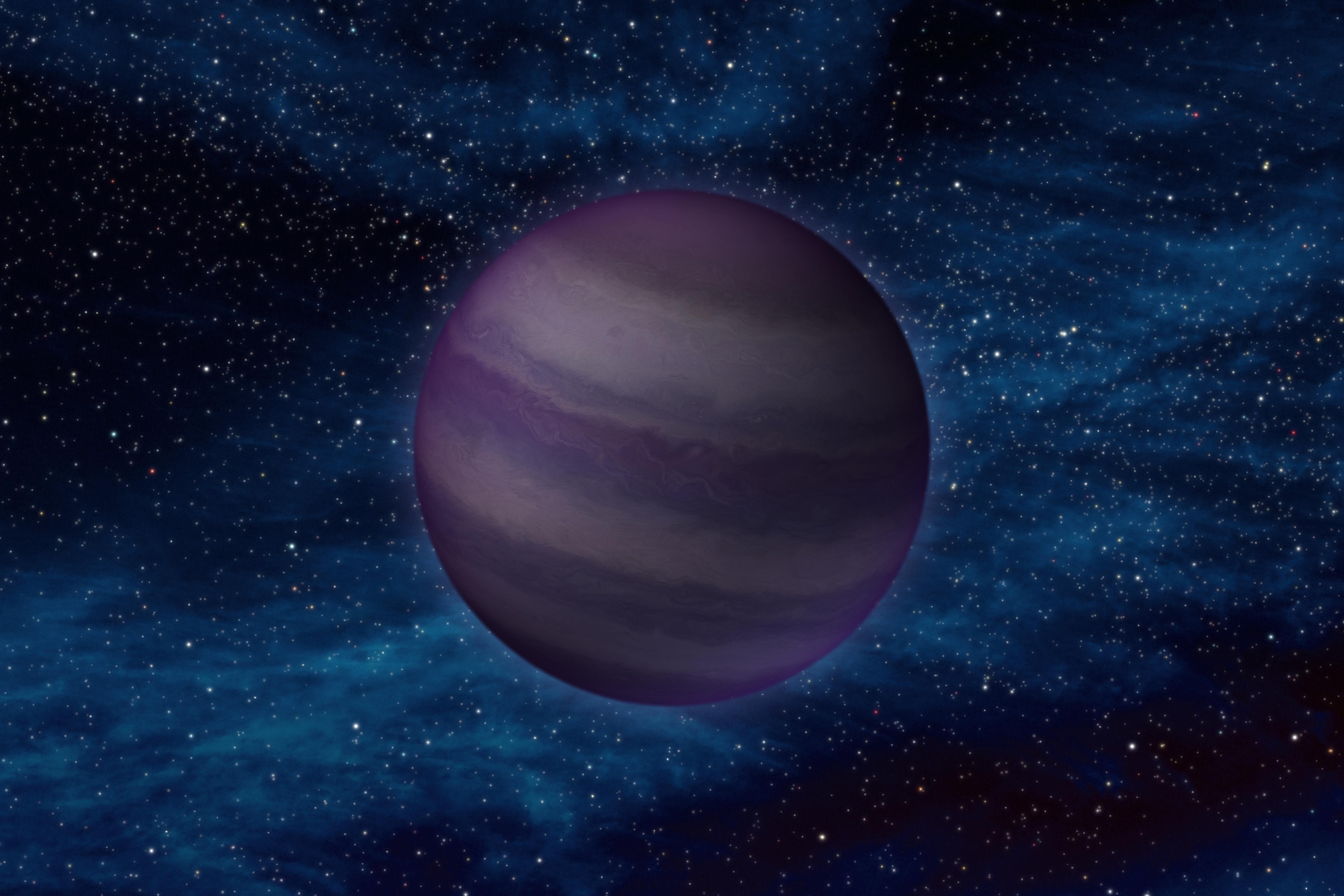
WISE 1828+2650の想像図。